# Glee: The Music, Volume 2
Glee: The Music, Volume 2 er den anden soundtrack album fra castet bag den amerikanske musical tv-serie Glee, med sange fra episoder 9-13 af showets første sæson. Den blev først udgivet den 4. december 2009 i Australien af Columbia Records. Det er blevet certificeret platin i Canada og Australien, og guld i Storbritannien og USA. Volume 2 modtog blandede anmeldelser fra kritikerne, der roste vokalerne af castmedlemmerne Lea Michele, Amber Riley, og Kevin McHale, men følte at albummet var svag i arrangementer og lignende til en samling af karaoke spor. Alle numre blev udgivet som singler og optrådte på serien, med undtagelse af "Don't Make Me Over" - kun blev brugt som en instrumental version.

## Produktion og sange
Hver af sange inkluderet på albummet blev udgivet som singler, til rådighed for downloade.  Sangen "True Colors" rangerede højt i alle regioner undtagen Amerika, og nåede nummer 15 i Irland,  nummer 35 i Det Forenede Kongerige,  nummer 38 i Canada,  og nummer 47 i Australien. I Amerika, var den mest effektive single "Lean on Me", som blev kortlagt i nummer 50.  De eneste sange, der har undladt at komme på en hitliste i en region var "(You're) Having My Baby" og "Don't Make Me Over". Karaoke versioner af "Lean on Me", " My Life Would Suck Without You" og " rue Colors" blev også udgivet,  baseret på fan-demand og populariteten af karaoke videoer til serien. 
Yoko Ono var tøvende om at tillade Glee rettighederne til "Imagine". Seriens musiksupervisor P.J. Bloom forklarede: "Det var meget vanskeligt at overbevise Yoko Ono, at det var det rigtige at gøre. Hun havde brug for virkelig at forstå, hvordan musikken ville blive anvendt, med tilføjlser af komponent af os som ønsker at have et døvt kor, til at synge sangen for dette utroligt gribende øjeblik .... Det er tog virkelig en masse overbevisende ord at få hende om bord og indse, at det var en stor, stor øjeblik, og en hyldest til John og hans sang ".  Mens en fuld version af "Do not Make Me Over" er inkluderet på albummet, var kun en instrumental version, der bruges i showet. 

## Modtagelse
| Kilde                | Rating | Kilder |
| -------------------- | ------ | ------ |
| Allmusic             | ***--  | [ 12 ] |
| Entertainment Weekly | (A-)   | [ 13 ] |
| IGN                  | 7.3/10 | [ 14 ] |

Albummet har fået blandede anmeldelser fra kritikerne. Whitney Pastorek fra Entertainment Weekly følte, at der var meget på dette album, ikke virker, herunder "sygeligt søde vokaler", "tema-park-level arrangementer" og "osteagtig sangvalg". På trods af dette, udtaler hun: "Når Glee børnene gør noget lignende en version af Van Halen's "Jump", der gjorde mine kinder ømme fra smilende, kunne titlen på denne glædelige album ikke være mere rammende."  Allmusic's Andrew Leahey observerede , at soundtracket er en "en smule forhastet" på grund af udgivelsen fire uger efter volume 1 og den kendsgerning, den er opført sange fra halvt så mange episoder, som det første album. Han kritiserede: "Som før, undertiden dette bliver dette album væk fra korarrangementer og lyder mere som en samling af karaoke-optagelser."  Samlet set menteLeahey , at Glee fans ville finde albummet fornøjelig. 
Christopher John Farley fra The Wall Street Journal kommenterede, at Michele, Riley og McHale har "de mest markante stemmer" af alle Glee'a medlemmer, og tyder på, at Micheles udgave af "Don't Rain on My Parade" at der ville "værehave nogle lyttere, som håber hun vil at dele sine talenter med Broadway snart igen." IGN's Brian Linder anbefalede album kun til Glee fans, og mente at "kun to eller tre spor vil være af interesse for den ikke-hardcore fan. I modsætning til det første album i showets soundtrack-serie, kommer Glee: The Music, Vol. 2 . ikke til at vinde over nogen skeptikere " 

## Trackliste
| Nr. | Sang                                    | Forfatter (e)                                                      | Original kunstner(e)                     | Længde |
| --- | --------------------------------------- | ------------------------------------------------------------------ | ---------------------------------------- | ------ |
| 1.  | "Proud Mary"                            | John Fogerty                                                       | Creedence Clearwater Revival             | 3:43   |
| 2.  | "Endless Love"                          | Lionel Richie                                                      | Diana Ross og Lionel Richie              | 4:25   |
| 3.  | "I'll Stand by You"                     | Chrissie Hynde, Tom Kelly, Billy Steinberg                         | The Pretenders                           | 3:51   |
| 4.  | "Don't Stand So Close to Me/Young Girl" | Sting/Jerry Fuller                                                 | The Police/Gary Puckett & The Union Gap  | 2:28   |
| 5.  | "Crush"                                 | Andy Goldmark, Mark Muller, Berny Cosgrove, Kevin Clark            | Jennifer Paige                           | 3:23   |
| 6.  | "(You're) Having My Baby"               | Paul Anka                                                          | Paul Anka og Odia Coates                 | 2:47   |
| 7.  | "Lean on Me"                            | Bill Withers                                                       | Bill Withers                             | 4:17   |
| 8.  | "Don't Make Me Over"                    | Burt Bacharach, Hal David                                          | Dionne Warwick                           | 3:25   |
| 9.  | "Imagine"                               | John Lennon                                                        | John Lennon                              | 2:23   |
| 10. | "True Colors"                           | Tom Kelly, Billy Steinberg                                         | Cyndi Lauper                             | 3:34   |
| 11. | "Jump"                                  | Alex Van Halen, David Lee Roth, Eddie Van Halen og Michael Anthony | Van Halen                                | 3:57   |
| 12. | "Smile"                                 | Lily Allen, Iyiola Babalola, Darren Lewis                          | Lily Allen                               | 3:14   |
| 13. | "Smile"                                 | Charlie Chaplin, John Turner, Geoffrey Parsons                     | Charlie Chaplin                          | 3:01   |
| 14. | "And I Am Telling You I'm Not Going"    | Tom Eyen, Henry Krieger                                            | Jennifer Holliday i musicalen Dreamgirls | 4:06   |
| 15. | "Don't Rain on My Parade"               | Jule Styne, Bob Merrill                                            | Barbra Streisand i musicalen Funny Girl  | 2:47   |
| 16. | "You Can't Always Get What You Want"    | Mick Jagger, Keith Richards                                        | The Rolling Stones                       | 3:27   |
| 17. | "My Life Would Suck Without You"        | Max Martin, Dr. Luke, Claude Kelly                                 | Kelly Clarkson                           | 3:31   |

## Personale
| - Dianna Agron – vokal - Lily Allen – komponist - Adam Anders – engineer, producer, vokal - Paul Anka – komponist - Peer Åström – engineer, mixing, producer - Iyiola Babalola – komponist - David Baloche – vokal - Dave Betts – art direction, design - PJ Bloom – supervisor - Geoff Bywater – udøvende ansvar for musik - Charlie Chaplin – komponist - Kevin Clark – komponist - Chris Colfer – vokal - Kamari Copeland – vokal - Hal David – komponist - Tim Davis – vokal - Dante Di Loreto – executive producer - Tom Eyen – vokal - Brad Falchuk – executive producer - John Fogerty – komponist - Jerry Fuller – komponist - Emily Gomez – vokal - Heather Guibert – Koordination - Nikki Hassman – vokal - Chrissie Hynde – komponist - Mick Jagger – komponist - Jeannette Kaczorowski – cover design - Jenny Karr – vokal - Tom Kelly – komponist - Robin Koehler – Koordination | - Henry Krieger – komponist - Kerri Larson – vokal - John Lennon – komponist - David Loucks – vokal - Meaghan Lyons – Koordination - Chris Mann – vokal - Max Martin – komponist - Maria Paula Marulanda – art direction, design - Jayma Mays – vokal - Kevin McHale – vokal - Lea Michele – vokal - Cory Monteith – vokal - Matthew Morrison – vokal - Mark Mueller – komponist - Ryan Murphy – producer - Tiffany Palmer – vokal - Geoffrey Parsons – komponist - Ryan Peterson – engineer - Keith Richards – komponist - Lionel Richie – komponist - Amber Riley – vokal - Mark Salling – vokal - Sting – komponist - Jule Styne – komponist - Louie Teran – mastering - Jenna Ushkowitz – vokal - Alex Van Halen – komponist - Eddie Van Halen – komponist - Windy Wagner – vokal - Bill Withers – komponist |

Kilde: allmusic.

## Hitlister og certificeringer
| Hitliste (2009)           | Top position |
| ------------------------- | ------------ |
| Australian Albums Chart   | 8            |
| Canadian Albums Chart     | 5            |
| US Billboard 200          | 3            |
| USA Billboard Soundtracks | 1            |

| Hitliste (2010)                  | Top position |
| -------------------------------- | ------------ |
| Belgisk (Vallonien) Albums Chart | 44           |
| Dutch Albums Chart               | 16           |
| Irish Albums Chart               | 1            |
| Mexican Albums Chart             | 39           |
| New Zealand Albums Chart         | 1            |
| UK Albums Chart                  | 2            |

| Chart (2011)                    | Peak position |
| ------------------------------- | ------------- |
| Belgian (Flanders) Albums Chart | 77            |
| French Albums Chart             | 74            |
| Italian Compilations Chart      | 20            |

| Chart (2009)            | Position |
| ----------------------- | -------- |
| Australian Albums Chart | 71       |

| Chart (2010)             | Position |
| ------------------------ | -------- |
| Australian Albums Chart  | 41       |
| Canadian Albums Chart    | 29       |
| New Zealand Albums Chart | 29       |
| US Billboard 200         | 26       |
| US Billboard Soundtracks | 3        |

| Land           | Certifikationer |
| -------------- | --------------- |
| Australien     | Platin          |
| Canada         | Platin          |
| Irland         | 2x Platin       |
| New Zealand    | Guld            |
| Storbritannien | Guld            |
| USA            | Guld            |

## Udgivelse historie
| Land           | Udgivelsesdato    |
| -------------- | ----------------- |
| Australien     | 4. december 2009  |
| Canada         | 8. december 2009  |
| USA            | 8. december 2009  |
| Japan          | 15. december 2009 |
| New Zealand    | 11. januar 2010   |
| Mexico         | Marts 2010        |
| Irland         | 12. marts 2010    |
| Storbritannien | 15. marts 2010    |
| Taiwan         | 20. april 2010    |
| Italien        | 26. januar 2011   |